# Solos en la noche
Solos en la noche es una película española de comedia dramática de época de 2024, escrita y dirigida por Guillermo Rojas. Está protagonizada por Pablo Gómez-Pando, Andrea Carballo, Félix Gómez, Alfonso Sánchez, Paula Usero, Beatriz Arjona y Jacinto Bobo. Se estrenó en el Festival de Málaga el 7 de marzo de 2024, y luego se estrenó en cines españoles el 20 de septiembre de 2024, con distribución de Summer Films.

## Trama
Un grupo de abogados laboralistas – Paco (Pablo Gómez-Pando), Adriana (Andrea Carballo), Toni (Félix Gómez), Manolo (Alfonso Sánchez), Marisol (Paula Usero), Carmen (Beatriz Arjona) y Pepe (Jacinto Bobo) –, significados políticamente, se esconde en una casa cuando se produce en España el golpe de Estado del 23 de febrero de 1981. Sin saber muy bien qué hacer, discutirán entre huir del país, permanecer escondidos a esperar acontecimientos o intentar hacer algo para defender la joven democracia española.

## Reparto
- Pablo Gómez-Pando como Paco
- Andrea Carballo como Adriana
- Félix Gómez como Toni
- Alfonso Sánchez como Manolo
- Paula Usero como Marisol
- Beatriz Arjona como Carmen
- Jacinto Bobo como Pepe

## Producción
Guillermo Rojas originalmente concibió el proyecto de Solos en la noche como su ópera prima, llegando a escribir la primera versión del guion entre 2010 y 2011. El concepto de la película está inspirado en una anécdota real en la que un grupo de abogados laboralistas de Córdoba que incluía al padre del director, Francisco Rojas, se escondió en una casa aislada durante el golpe de Estado del 23-F, a la espera de más noticias. Originalmente, la productora de Rojas, Summer Films, participó en dos ediciones del mercado audiovisual Ventana Sur para intentar cerrar un acuerdo de coproducción con una productora argentina para la película, con el fin de aprovechar una ayuda a desarrollo del programa Ibermedia, pero finalmente Rojas decidió abandonar el proyecto, sintiendo que, al haber sido el primer proyecto de ficción de la película, el proyecto "[les] vino un poquito grande" por su ambición inicial de coproducción internacional. En 2020, después del estreno de su verdadera ópera prima, Una vez más, Rojas decidió revivir el proyecto como una producción 100% española.
La película fue anunciada por primera vez en febrero de 2024, mientras estaba rodando su tramo final en Priego de Córdoba con Pablo Gómez-Pando, Andrea Carballo, Félix Gómez, Alfonso Sánchez, Paula Usero, Beatriz Arjona y Jacinto Bobo como protagonistas. El rodaje de la película duró cuatro semanas y tuvo lugar también en Utrera.

## Lanzamiento y marketing
En febrero de 2024, se anunció que Solos en la noche tendría su estreno mundial en el Festival de Málaga el 7 de marzo de 2024. Originalmente, la película iba a ser distribuida por Filmin en cines antes de saltar a su plataforma; sin embargo, la productora de la película, Summer Films, acabó asumiendo las funciones de distribuidora. El 19 de julio de 2024, Summer Films lanzó el primer tráiler de la película y programó su estreno para el 20 de septiembre de 2024.